# Prva noćna nogometna utakmica u Hrvatskoj
Prva noćna nogometna utakmica u Hrvatskoj i tadašnjoj Kraljevini Jugoslavije odigrana je u Zagrebu 2. rujna 1931. godine na Igralištu Concordie. Prijateljsku utakmicu pred, do tada najvećom posjetom od 15.000 gledatelja, odigrale su Zagrebačka i Madridska nogometna reprezentacija. Pogocima Ivana Hitreca, Zagrebačka nogometna reprezentacija pobijedila je 2:1 (1:1) .

## Rasvjeta
Rasvjetu igrališta Concordie financirala je Gradska električna centrala. Postavljeno je osam rešetkastih stupova. Na kutovima igrališta bili su stupovi visine 17 metara, iza golova visine 18 metara, na istočnoj strani visine 17 metara, te na zapadnoj strani noseći stup visine 21 metar. Igralište je rasvjetljeno s dvadeset žarulja.

## Sastavi nogometnih momčadi
- Zagreb: Maksimilijan Mihelčič, August Bivec, Rajković, Ralić, Danijel Premerl, Sinković, Stanković, Ivan Hitrec, Aleksandar Živković, Cindrić, Mirko Kokotović
- Madrid: Ricardo Zamora, Quesada, Jacinto Quincoces, Bonet, Esparea, Levis, Bestit, Regueiro, Marin, Hilario, Eugenio